# ジョン・オーティス・アダムス

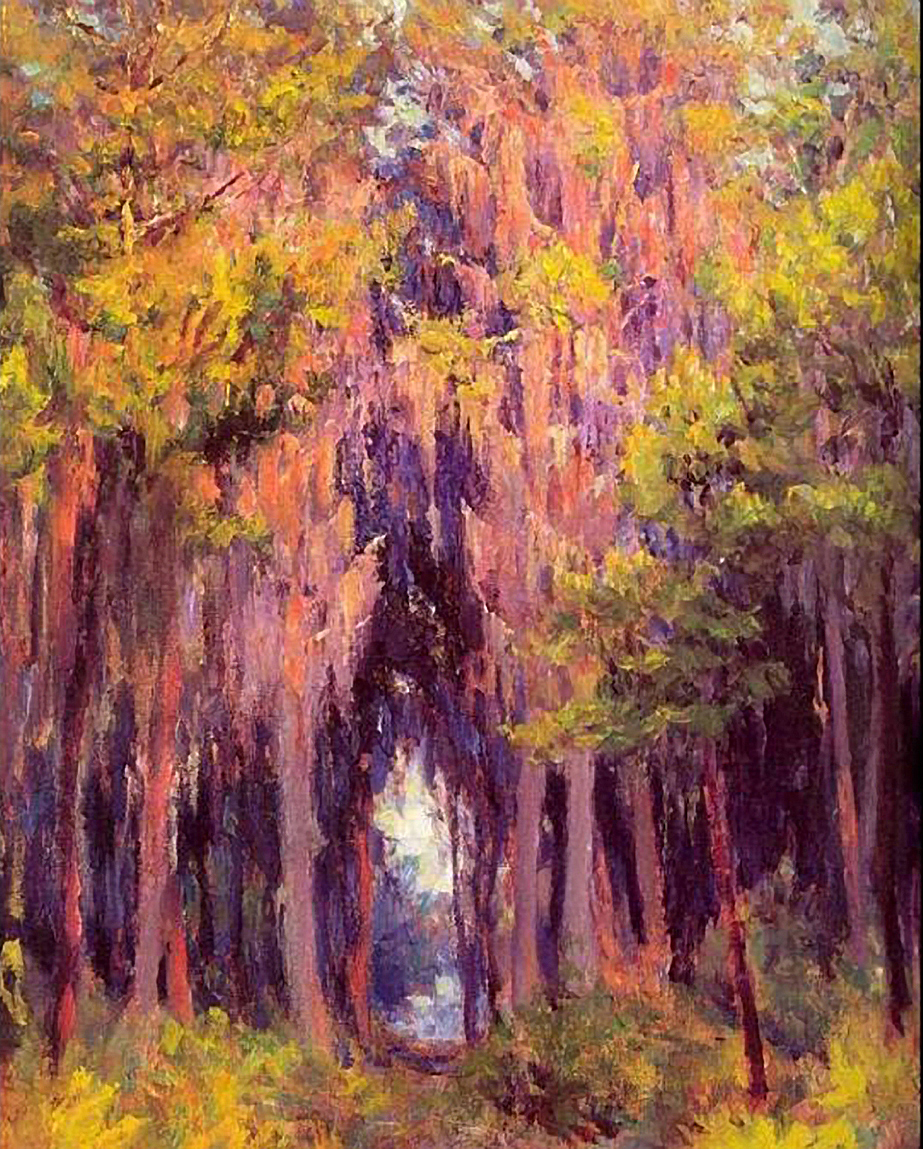
ジョン・オーティス・アダムス作"Hanging Moss"

ジョン・オーティス・アダムス（John Ottis Adams、1851年7月8日 - 1927年1月28日）は、アメリカ合衆国の画家、美術教師である。ウイリアム・フォーサイスらと「フージャー・グループ」と呼ばれる、印象派スタイルの画家のグループを形成したことで知られている。

## 略歴
インディアナ州ジョンソン郡のAmityで生まれた。家族はインディアナ州の各地を転居し、父親は商店などで働いていた。18歳になった時に、インディアナ州の博覧会でウィリアム・メリット・チェイスの作品を見て画家を志したとされている。家が豊かでなかったので、インディアナ州クロフォーズビルのウォバッシュ・カレッジ(Wabash College)に入学したが2年間で中退した 。
1872年にロンドンに渡り、サウスケンジントン美術学校に入学し、ロンドンの写真スタジオで働きながら修行した。ロンドンのナショナル・ギャラリーで巨匠たちの作品を模写して修行した時、ジョン・コンスタブルやターナーの作品を見て影響を受けた。 1873 年に美術学校を卒業した後、ロンドンで水彩画が得意なジョン・パーカー(John Parker: 1839-1915)のもとで修行を続け、1874年末にアメリカに帰国した。
インディアナ州シーモアの両親の家にスタジオを開き肖像画家として働き、後にマンシーに移り、4年間肖像画家として働き、マンシーの有力な一族も顧客となった。画家としての収入は十分でなかったので、写真スタジオで写真に手彩色する仕事もしたとされている。
後に「フージャー・グループ」（フージャーはインディアナ州住民の俗称）と呼ばれることになる仲間の画家、T・C・スティール(T. C. Steele: 1847-1926)とサミュエル・C・リチャーズ(Samuel G. Richards: 1853-1893)らと再びヨーロッパで修行する決意をし、ミュンヘンに留学した。留学の資金のためにミュンヘンの美術館の有名な作品の模写をアメリカの顧客に販売した。1800年から1805年までミュンヘン美術院で学び、ミュンヘンには7年間滞在した。同時期にミュンヘンにはウィリアム・フォーサイス(William Forsyth)やベンジャミン・フィッツ(Benjamin Rutherford Fitz)といったアメリカ人画家たちも留学していた 。ミュンヘン美術院では、ジュラ・ベンツールやルートヴィヒ・フォン・レフツに学んだ。ミュンヘンにスタジオを開きミュンヘンアメリカ人芸術家クラブAmerican Artists Club of Munichの会長を2年間務めた。
1887年に帰国し、マンシーで、画家、美術教師として働き始めた。フォートウェインの絵画学校の夜間コースでも教えた。1887年にウィリアム・フォーサイスが帰国した後は、フォーサイスも一緒にマンシーとフォートウェインの教室で教えた。1889年に地元の実業家たちの支援を受けて、フォーサイスと共同でマンシーに美術学校を開くが1891年学校は閉鎖された。
1894年にシカゴの美術協会が後援してシカゴで「フージャー画家5人展(Five Hoosier Painters)」が開催され、この展覧会に招かれたアダムスとフォーサイス、 T・C・スティール、リチャード・グリュエル(Richard Gruelle,)、オットー・スターク(Otto Stark)が 「フージャー・グループ」の画家と呼ばれることになった。1895年から1900年の間これらの画家は一緒にインディアナ州の各地で写生旅行をすることもあった。1896年に14人の画家と「西部芸術家協会(Society of Western Artists)」を設立し1908年と1909年には会長も務めた。1897年にスティールと共同でブルックビル近くに土地を買い、古い家を改装して共同のスタジオwpを持った。
1898年にかつて教え子であった20歳年下の静物画家の Winifred Bradyと結婚した。
1901年にインディアナポリスの公立美術学校（Indiana School of Art、後のHerron School of Art and Design）の拡充に尽力し、1902年に開校した美術学校の職員になり、1905年から1906年の学期の終わりまでここで働いた。
フージャー・グループの画家たちと、1925年にシカゴで展覧会を開いた。アルゼンチンやチリの展覧会にも出展した。1904年のセントルイス万国博覧会の展覧会で入賞し1915年のサンフランシスコ万国博覧会の展覧会に出展した。
1927年にインディアナポリスで亡くなった。

## 作品

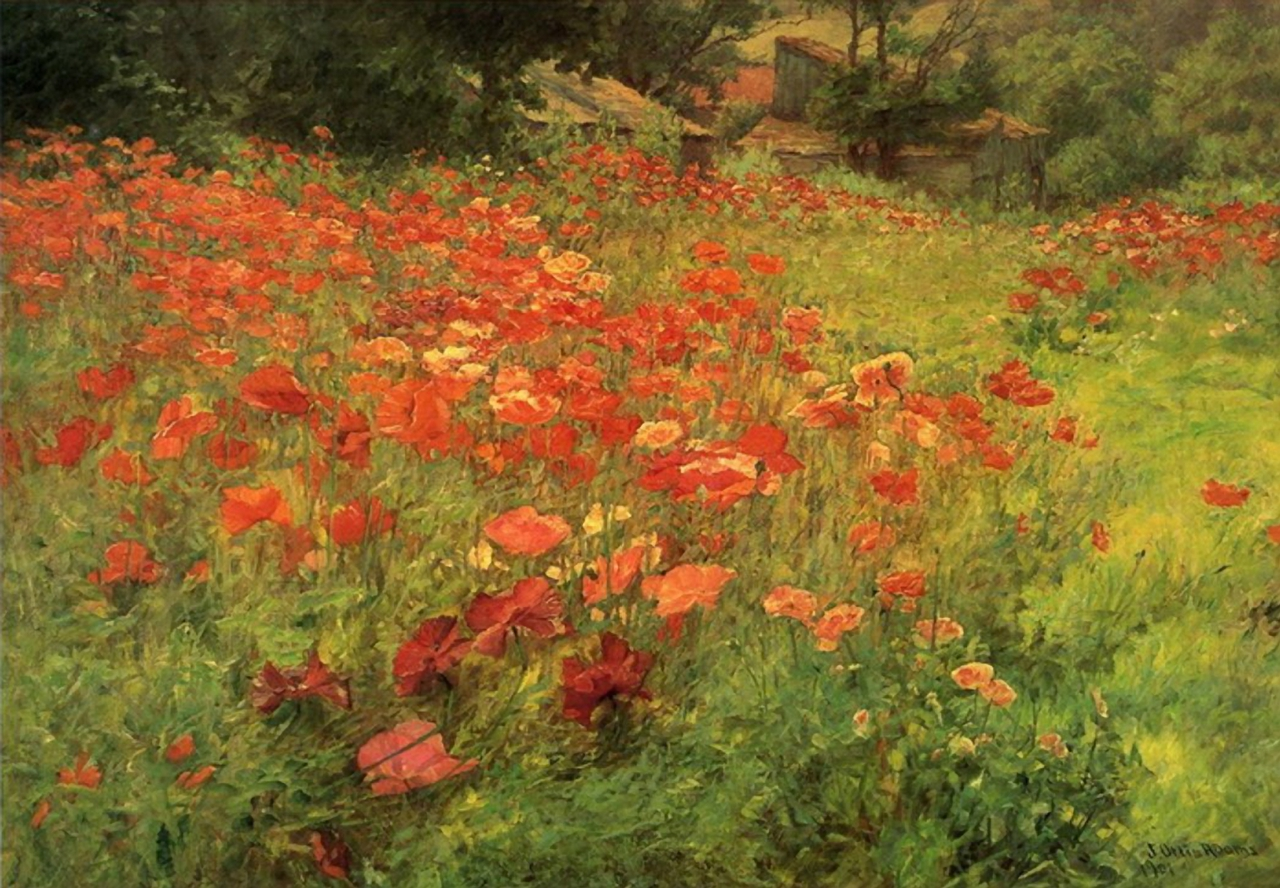
"In Poppyland"
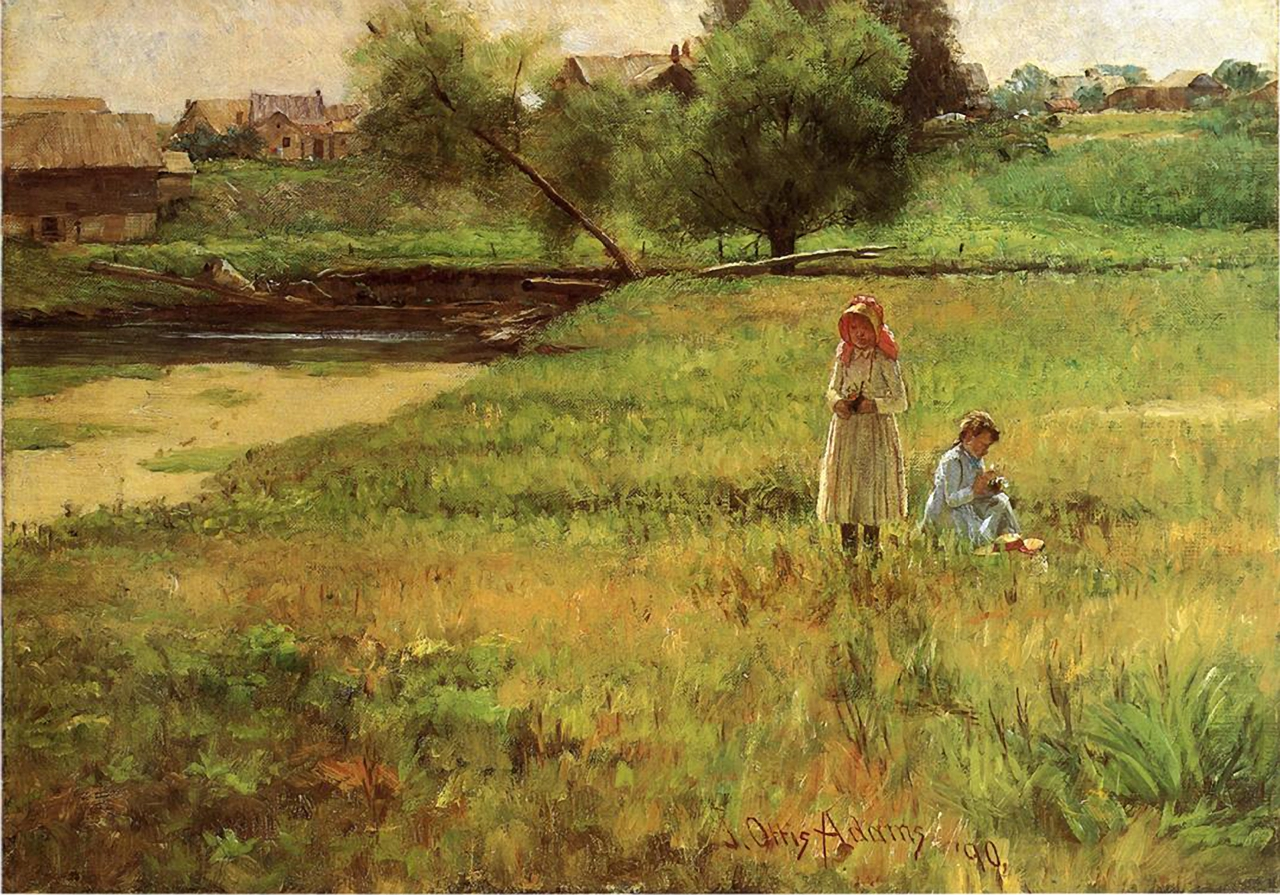
"Summertime"
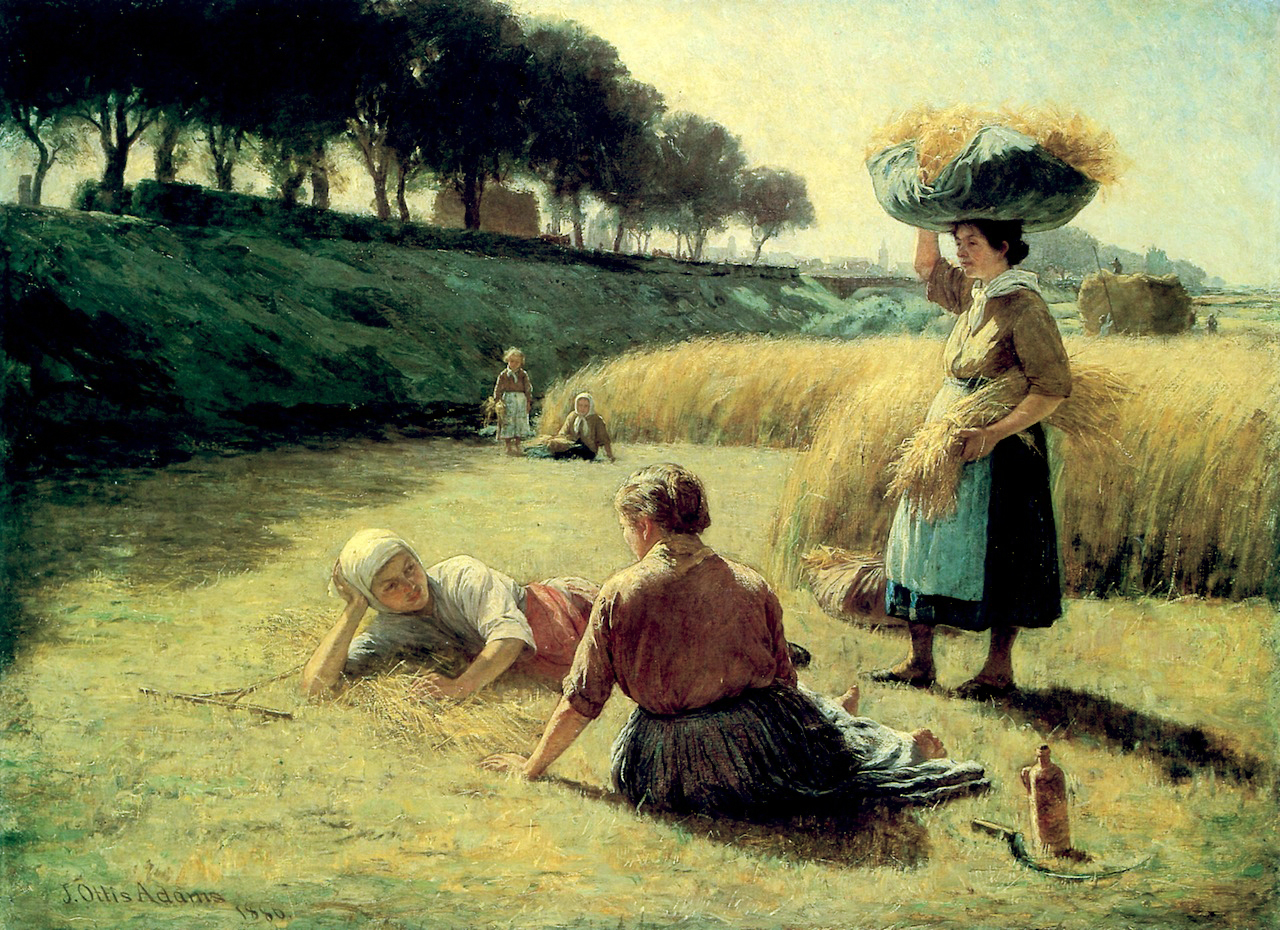
"Gleaners at Rest"